# IC 3835
IC 3835 ist eine Spiralgalaxie vom Hubble-Typ S im Sternbild Jagdhunde am Nordsternhimmel. Sie ist schätzungsweise 348 Millionen Lichtjahre von der Milchstraße entfernt und hat einen Durchmesser von etwa 70.000 Lichtjahren. Vom Sonnensystem aus entfernt sich die Galaxie mit einer errechneten Radialgeschwindigkeit von näherungsweise 7.700 Kilometern pro Sekunde. Gemeinsam mit IC 3836 bildet sie nach Lage der Daten ein gebundenes Galaxienpaar.
Im selben Himmelsareal befinden sich unter anderem die Galaxien IC 3832, IC 3850, PGC 2163812, PGC 2164168.
Das Objekt wurde am 21. März 1903 von Max Wolf entdeckt.